# Elisabethinenkirche (Wien)

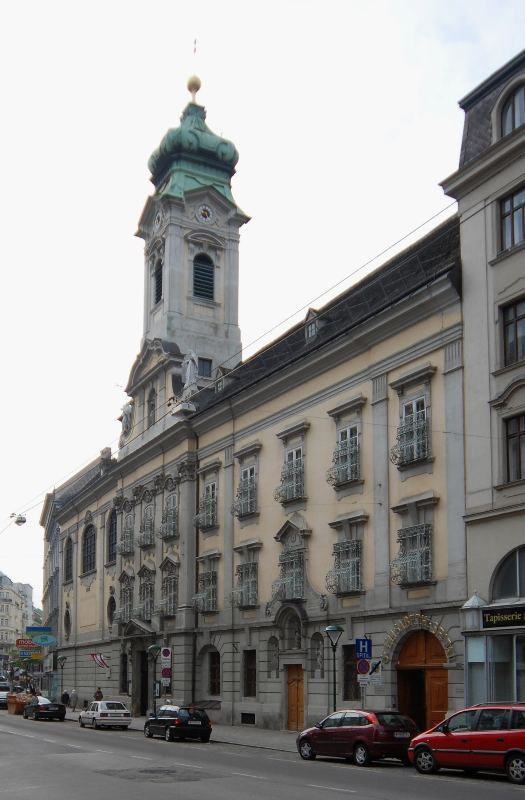
Elisabethinenkirche

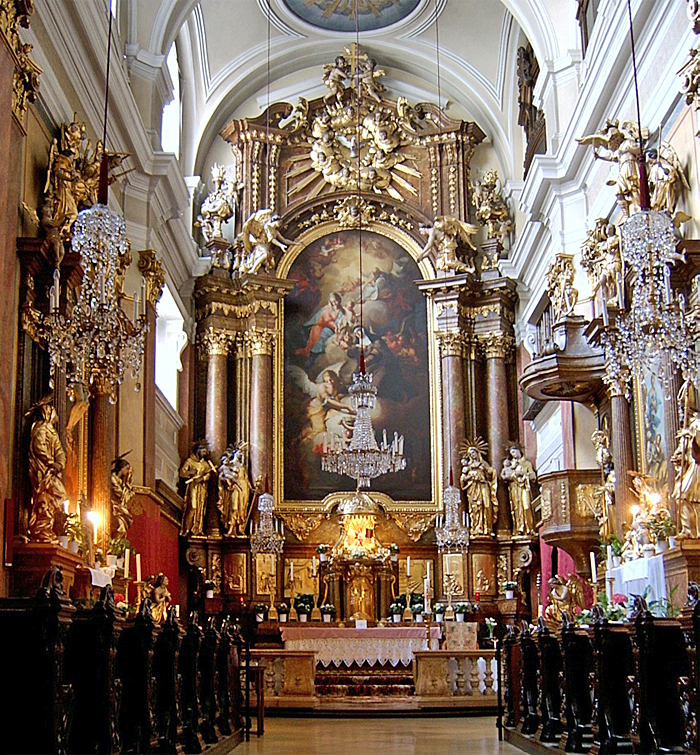
Innenansicht

Die Elisabethinenkirche hl. Elisabeth ist eine Klosterkirche beim Kloster und Krankenhaus St. Elisabeth im 3. Wiener Gemeindebezirk Landstraße in der Landstraßer Hauptstraße 4a.
Im Jahre 1710 wurde im Zuge eines Umbaues der Bartolottischen Häuser mit einer Stiftung der kaiserlichen Familie eine kleine hölzerne Kirche errichtet und im Jahre 1711 geweiht. 1718 erfolgte die Errichtung eines Spitals nach den Plänen des Baumeisters Franz Jänggl. Nach Zerstörungen durch eine Überschwemmung im Jahre 1741 erfolgten 1743 ein Umbau des Klosters und ein Neubau der Kirche durch den Architekten Franz Anton Pilgram. Hauptstifter war jetzt der Fürstprimas von Ungarn, Erzbischof Emmerich Esterházy. Die Kirche wurde 1748 im Großen vollendet. Die Weihe erfolgte 1749, im selben Jahr wurde auch die Apotheke als Stiftung der Kaiserin Maria Theresia eröffnet.
Die Fassade der Kirche lässt den Beobachter glauben, die Kirche wäre im rechten Winkel zur Straße ausgerichtet. In Wirklichkeit ist das Kirchenschiff parallel zur Straße.

## Orgel
Die Orgel aus 1898 stammt von Johann Marcell Kauffmann und weist 14 Register auf.

## Glocken
Derzeit befinden sich drei Glocken in der Kirche. Zwei davon hängen im Kirchturm, die kleinste hängt im Dachreiter.
| Nr. | Schlagton | Gewicht in Kg | Durchmesser in cm | Gießer         | Gussjahr |
| --- | --------- | ------------- | ----------------- | -------------- | -------- |
| 1   | g1        | 480           | 95                | Josef Solonati | 1748     |
| 2   | c2        | 246           | 74,1              | Josef Pfundner | 1948     |
| 3   | d2        | 105           | 56                | Johann Achamer | 1710     |

Die große Glocke besitzt Rundbogenöffnungen im Mantel, in denen sich je ein Kruzifix befindet.

## Spitalskapelle
Im 1834 bis 1836 durch den Baumeister Josef Eyselt errichteten Spitalstrakt befindet sich eine rechteckige tonnengewölbte Kapelle mit Kuppel und Empore im nazarenischen Stil.